# Max Harris
Maxwell Henley Harris (Adelaida, 13 de abril de 1921-ibidem, 13 de enero de 1995), generalmente conocido como Max Harris, fue un poeta, crítico, columnista, comentarista, editor y librero australiano.

## Primeros años de vida

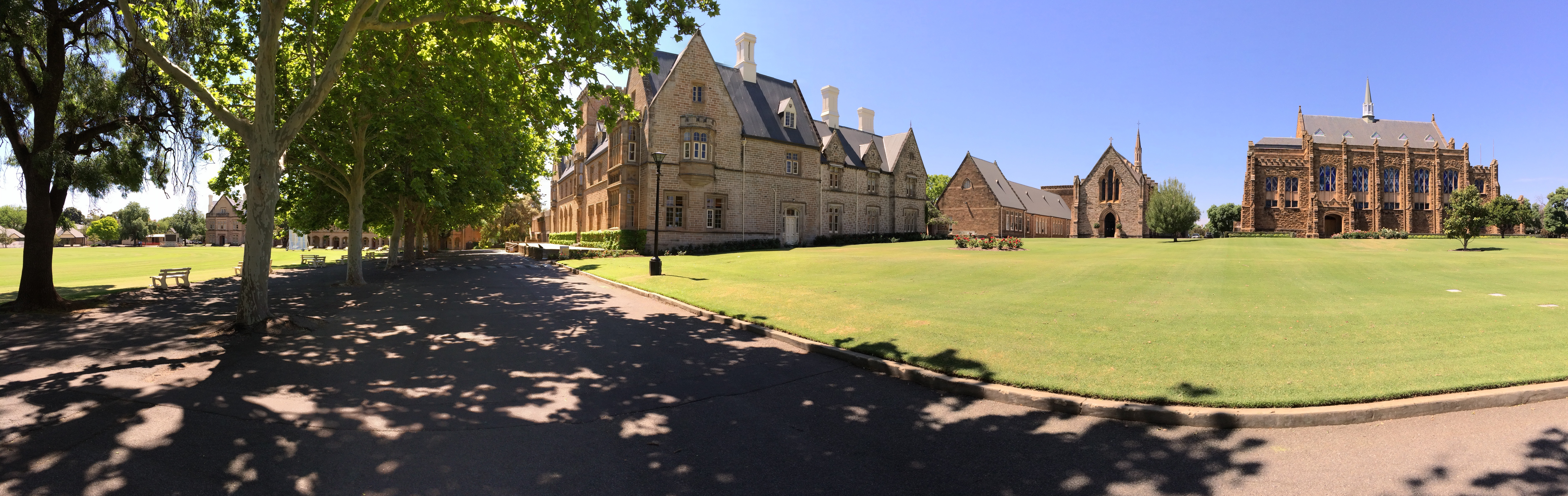
Panorama del campus de St Peter's College, donde se educó Harris.

Harris nació en Adelaida, Australia del Sur, y se crio en la ciudad de Mount Gambier, donde su padre residía como vendedor ambulante. Sus primeros poemas se publicaron en las páginas infantiles de The Sunday Mail. Continuó escribiendo poesía durante su educación secundaria después de ganar una beca para St Peter's College, Adelaida. Cuando comenzó a asistir a la Universidad de Adelaida, ya era conocido como poeta e intelectual. En 1941 editó dos ediciones del periódico estudiantil On Dit .

## Angry Penguins

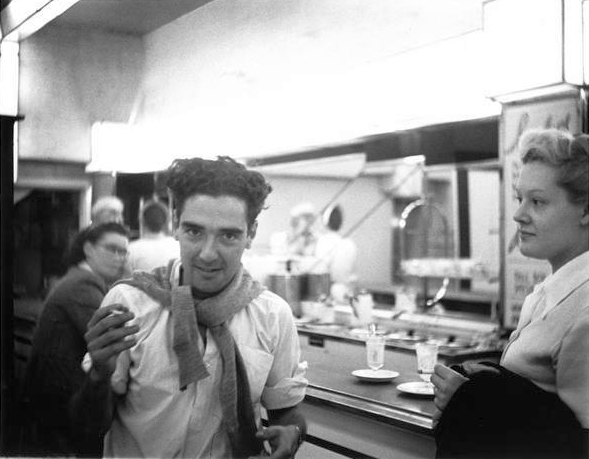
Max Harris y Joy Hester en el Tarax Bar en Melbourne, Australia.

La pasión de Harris por la poesía y el modernismo fueron las fuerzas impulsoras detrás de la creación en 1940 de una revista literaria llamada Angry Penguins. Sus cofundadores fueron D. B. «Sam» Kerr, Paul G. Pfeiffer y Geoffrey Dutton. El primer número atrajo el interés del abogado y mecenas de las artes de Melbourne, John Reed, quien se ofreció a colaborar en la publicación de más números. Harris, que ya intentaba establecer una sucursal de la Sociedad de Arte Contemporáneo en el sur de Australia, fue atraído al enclave artístico de los Reed en Heide. En el segundo número de Angry Penguins, Harris había incorporado el arte visual a la revista. Sidney Nolan se unió más tarde al equipo editorial. Otros artistas asociados con Angry Penguins incluyen a Albert Tucker, Joy Hester, James Gleeson, Arthur Boyd y John Perceval.
Los poetas tradicionalistas estaban indignados por el éxito de Angry Penguins con su promoción del surrealismo y la publicación de escritores progresistas como Dylan Thomas, James Dickey y el poeta estadounidense Harry Roskolenko .
El poeta y crítico A. D. Hope estaba entre los que se oponían virulentamente a Harris y los modernistas. La esperanza inspiró a dos jóvenes poetas que servían en el ejército, Harold Stewart y James McAuley, a «conseguir a Maxy». Bajo el nombre de «Ern Malley», el dúo elaboró una serie de poemas en estilo modernista y se los presentó a Harris en Angry Penguins. Harris pensó que los poemas eran brillantes y los publicó con cierta fanfarria en Angry Penguins.
Los poemas fueron controvertidos pero bien recibidos. Sin embargo, la policía de Australia del Sur interpretó algunas líneas de la poesía como lascivas (un poema usaba la palabra «incestuoso») y Harris fue acusado de obscenidad.
Reed y Harris, que en ese momento también publicaban libros, contrataron a un detective para descubrir más sobre el poeta misterioso. Se corrió la voz de que Ern Malley era un bulo. El juicio por obscenidad atrajo la atención de la prensa internacional. Harris fue declarado culpable y multado con cinco libras a pesar de que destacados críticos literarios testificaron en nombre de la defensa.
Harris nunca dudó en su creencia en la calidad de los poemas de Ern Malley, que continúan publicándose y estudiándose.

## Últimos años
Harris dirigía la librería Mary Martin en Adelaida con su amiga de la universidad Mary Maydwell Martin. Publicaron un boletín mensual con crítica literaria, comentarios y reseñas de libros. Después de que Mary Martin se mudó a la India, Harris expandió la cadena de libros por Australia y Hong Kong. La cadena fue pionera en la industria de los libros remainder en Australia al ofrecer títulos de calidad a precios razonables. Harris luchó contra el dominio que los editores extranjeros tenían en el mercado del libro australiano, enfrentándose a las principales editoriales para garantizar libros a precios accesibles para los lectores australianos. La cadena Mary Martin se vendió a Macmillans a finales de los años 1970.
Harris fundó y coeditó la Australian Book Review y otra revista literaria, Australian Letters, que continuó la práctica de encargar a artistas que ilustraran poesía. También fue, junto con Geoffrey Dutton y Brian Stonier, fundador de Sun Books. Harris publicó su poesía de forma privada, aunque a menudo se incluyó en antologías clásicas australianas.
Se convirtió en un columnista controvertido y de larga trayectoria para The Australian, y muchas de sus columnas «Browsing» se publicaron posteriormente en forma de libro. Fue en este contexto que la Australian Broadcasting Corporation recoge que lo apodaron «el catalizador cultural de Australia». También escribió columnas para periódicos de Adelaida. Harris hizo campaña contra la censura y fue una de las primeras voces del movimiento republicano australiano.
Aunque no era católico, Harris defendió a la entonces poco conocida monja y maestra Mary MacKillop, fundadora de la orden josefita, llamándola «una santa para todos los australianos». Se convirtió en un destacado portavoz laico de su canonización. Las monjas josefitas visitaron a Harris cuando estaba enfermo. Sus cenizas reposan en un parque entre el Mary MacKillop College y el Convento Josefita en Adelaida.
La Biblioteca Nacional de Australia publicó póstumamente una colección de su trabajo como The Angry Penguin.
Harris fue nombrado Oficial de la Orden de Australia. La Asociación de Antiguos Alumnos de la Universidad de Adelaida le otorgó el título de «Padre del Modernismo en las Artes Australianas».

## Vida personal
Harris era el padre de la periodista y columnista Samela Harris.
Rob George estrenó en 2022 un documental sobre la relación de Harris con su esposa y sobre la vida cultural de Adelaida en la década de 1940, Von Loves Her Modernist.

### Novelas
- The Vegetative Eye, Reed & Harris, Melbourne (1943)

### Poesía
- The Angry Penguin – Selected poems of Max Harris, National Library of Australia, Canberra (1996)
- A Window at Night, ABR Publications, Adelaide (1967)
- The Circus and Other Poems, Australian Letters, Adelaide (1961) – ilustrado por Arthur Boyd
- The Coorong and Other Poems, Mary Martin Bookshop, Adelaide (1955)
- Dramas From the Sky, The Adelaide University Arts Association, Adelaide (1942)
- The Gift of Blood: Poetry, Jindyworobak Club, Adelaide (1940)
- Poetic Gems, Mary Martin Bookshop, Adelaide (1979)

### No ficción
- The Australian Way with Words, Heinemann, Melbourne (1989)
- Kenneth Slessor, Lansdowne Press, Melbourne (1963)
- Laughter in the Air: Tales from the Qantas Era (1988) – with Colin Burgess
- The Land that Waited, Landsowne, Sydney (1971) – with Alison Forbes

### Editados
- Australia's Censorship Crisis, Sun Books, Melbourne (1970) – con Geoffrey Dutton
- Australian Poetry, Angus & Robertson, Sydney (1967)
- Sir Henry, Bjelke, Don Baby and Friends, Sun Books, Melbourne (1971) – con Geoffrey Dutton
- The Vital Decade: Ten Years of Australian Art and Letters, Sun Books, Melbourne (1968) – con Geoffrey Dutton

### Escritos recopilatorios
- The Angry Eye, Pergamon Press, Sídney (1973)
- The Best of Max Harris – 21 Years of Browsing, Unwin Paperbacks, Sídney (1986)
- Ockers : essays on the bad old new Australia, Maximus Books, Adelaida (1974)
- The Unknown Great Australian and Other Psychobiographical Portraits, Sun Books, Melbourna (1983)